# 顧嘉煇
顧嘉煇，GBS，MBE（1931年2月25日—2023年1月3日），香港音樂家、音樂製作人，兼擅於作曲、编曲以及指揮，他與黎小田、許冠傑被視為粵語流行曲的奠基者。顧嘉煇於1961年獲邵氏資助留學美國伯克利音樂學院，畢業後曾為李小龍電影配樂，後來加入無綫電視擔任音樂總監並為該台創作大量電視劇主題曲及插曲。曾經與其合作的歌手亦不計其數，包括：凌波、靜婷、仙杜拉、華娃、葉麗儀、葉振棠、徐小鳳、關正傑、伍衛國、關菊英、汪明荃、羅文、鄭少秋、张德蘭、陳潔靈、麥潔文、鮑翠薇、呂方、黃耀明、羅嘉良、李樂詩等，1970至1980年代中後期是其事業巔峰期。自1990年代起，顧嘉煇逐漸淡出樂壇，之後長居加拿大溫哥華，投身藝術創作。

## 生平履歷

### 早年生活
顧嘉煇在1931年生於廣州（一说生年为1933年農曆正月初九，待查），祖籍江蘇蘇州。父母是顧淡明、石穎文；胞弟是顧嘉鏘；胞姊則是藝人顧媚（本名顧嘉瀰）。
顧嘉煇自小喜愛绘畫，尤其是写生及素描；亦曾經立志成為畫家；然而卻沒有展現出其音樂天份，更沒有想到日後會投身樂坛。抗日战爭爆發，1938年廣州淪陷後，父親在當地政府工作，顧嘉煇被母親送往澳門培正小學讀書。後隨家一度逃难至广西。1947年顧嘉煇與胞姊顧媚同在「鳴崧紀念中學」學習，直到畢業後又一同投考「廣州美專」，二人均獲取錄，然而由於學費太貴，姊弟齊放棄入讀。
1948年，顧家決定从广州移居香港，一家人居住在九龍的木屋區；由於生活貧困，他沒有機會受到正规教育，因此万分珍惜以後的学习機會。顧家当时主要是靠顧媚出外唱歌以維持基本生活開支，她首先在夜總會唱歌，後來於1950至60年代以演唱时代曲為主，首本名曲是《不了情》。顧嘉煇在姊姊的耳濡目染下，開始對音樂產生興趣，在旁邊學習鋼琴，从而成為了琴師。

### 事業里程
1961年首度參加邵氏电影《不了情》的作曲比賽，創作了處女作：由陶秦填詞及顧媚於幕後代林黛主唱的《夢》，正式展開其漫長的音樂生涯；其後參與邵氏電影《血手印》及《明日之歌》的作曲工作，創作了多首電影歌曲，尤以凌波主唱的《郊道》最為膾炙人口。1961年至1963年，獲邵逸夫及方逸华資助生活費，留学于美國波士頓伯克利音樂學院（Berklee College of Music），成為該校首位華裔学生；又曾獲潘迪華資助到倫敦觀摩音樂劇，準備日後創作音樂劇。畢業後在邵氏电影公司及嘉禾電影公司擔任配樂家，曾為李小龍電影《唐山大兄》、《精武門》、《猛龍過江》及《死亡遊戲》配樂。
1968年，他獲蔡和平邀請，正式加入當時啟播不久的香港無綫電視（TVB），兼任歌唱选秀節目《聲寶之夜》評判及綜藝節目《歡樂今宵》乃至無綫電視的音樂總监（直至1986年榮休）；期間於1981年再次到美國进修半年，学习商業化音樂，令事业更上一层楼。1970至1980年代是其創作巔峰期，他寫下了多首膾炙人口的代表作，例如《啼笑因緣》、《田園春夢》、《狂潮》、《心有千千结》、《近代豪俠傳》、《陸小鳳》、《家變》、《奮鬥》、《倚天屠龍記》、《親情》、《狮子山下》、《網中人》、《京華春夢》、《輪流傳》、《上海灘》、《倆忘烟水裡》、《萬水千山縱橫》、《今晚夜》、《忘盡心中情》、1983年《射鵰英雄傳》多首主題曲包括《鐵血丹心》、《一生有意義》以及《世間始終你好》等等，此時这些歌曲也分別由娛樂唱片及百代唱片等公司出品成為音樂专辑；此外，他還與麗的電視御用作曲人黎小田幾乎瓜分了電視劇歌曲的市場（黎小田在1980年代初轉投TVB旗下的華星娛樂之後，終結了顧氏壟斷TVB劇集歌曲和配樂的局面）。除了劇集歌曲、綜藝節目歌曲乃至兒歌，顧嘉煇也曾為無綫新聞創作主題音樂，該曲由1983年沿用至今。1978年，顧嘉輝創作了嘉禾電影的經典片頭音樂。

### 淡出樂壇
顧嘉煇自1990年代起就慢慢淡出樂壇。在半退休生活中，他專注於繪畫；2006年與姊姊及弟弟顧嘉鏘於香港大會堂聯袂举行畫展「萬水千山總是情」。他曾表示希望能舉辦個人畫展。

### 復出
2007年，顧嘉煇獲無綫電視邀請，為慶祝香港特別行政區成立十周年紀念而製作的電視劇《歲月風雲》創作同名主題曲（由張美賢填詞，李克勤、周傳雄合唱）。其後又應香港中樂團邀請，於其作品專場音樂會《顧嘉煇名曲精選》擔任指揮。2009年，他獲香港作曲家及作詞家協會邀請，擔任該年CASH流行曲創作大賽評判。
2012年11月30日至12月5日，久違12年後假紅磡體育館舉行《顧嘉煇大師經典演唱會》；該音樂會由杜自持擔任音樂總監，並邀請了多位實力派歌手參與演出。

### 正式退休
2014年，顧嘉煇因獲香港中文大學頒授榮譽博士學位返港，香港中文大學合唱團為此舉辦《不朽香江名句－向顧嘉煇致敬》音樂會，並聯同徐小鳳及張敬軒演唱多首經典作品，顧嘉煇親自指揮《摘星》及《隨想曲》，返場時更與一眾嘉賓領唱《獅子山下》。
2015年，年屆84歲的顧嘉煇決定正式退休，於紅磡體育館舉行《顧嘉煇榮休盛典演唱會》（5月8日至5月19日，共十二場）。当中除了有音樂總監徐日勤演奏多首名曲，還播放了他首次擔任主持的片段，為演唱會揭開序幕。嘉賓陣容鼎盛；該演唱會亦先後于新加坡、廣州及澳門舉行，樂迷反應空前熱烈。同年7月1日，顧嘉煇獲香港特區政府頒授「金紫荊星章」；他對此感到十分榮幸，并表示若社会有音樂發展上的需要，他一定會貢獻一分力，回饋香港。其後經過再三考慮，顧嘉煇決定繼榮休演唱會後再度於2016年2月26日及2月27日於紅館舉行《顧嘉煇金紫荊慈善演唱會》，邀許冠文擔任司儀。該演唱會為慈善目的，並非復出。因而再力邀不少歌手參與演出，如鄭少秋、汪明荃、關菊英、張德蘭、仙杜拉、杜麗莎、蘇永康等等。
他演出結束後，在2018年底返回加拿大溫哥華退休，不再公開露面。

### 逝世
2023年1月3日，顧嘉煇於加拿大温哥華逝世，享年92歲，消息最先由當地粵語電視台新時代電視報導。顧媚指胞弟離世前在醫院住了一星期，「有一些新冠病毒（感染），加上有數天不進食，很安詳地離開」；其子顧志和則表示，為感染新冠肺炎轉陰性後出現併發症，病況惡化不治。
顧嘉煇的逝世消息傳出後，文化體育及旅遊局局長楊潤雄與無綫電視主席許濤分别發聲明致哀。為表悼念，無綫電視翡翠台於2023年1月4日晚上10時30分至晚上11時20分以直播形式播出特備節目《忘不了的殿堂音樂大師：顧嘉煇先生》。節目由區瑞強、朱凱婷擔任主持，杜自持、徐日勤、鄭國江、李龍基現場接受訪問，徐小鳳、葉麗儀、張德蘭、仙杜拉、陳潔靈、雷安娜、葉振棠等接受電話訪問。及後，翡翠台於2023年1月7日晚上8時30分至晚上10時45分播映《忘不了的殿堂音樂大師：顧嘉煇榮休盛典演唱會》。
2023年1月21日，顧嘉煇的喪禮於加拿大以私人形式低調舉行，出席者包括徒弟鍾肇峰、周啟生及徐日勤，音樂人盧東尼，以及曾演唱顧嘉煇作品的歌手仙杜拉、雷安娜等。喪禮進行大約一小時後，顧嘉煇的靈柩奉移當地墓園安葬。

### 其他
顧嘉煇以作、編曲聞名，僅有三首填詞作品，包括調寄《日昇之屋》、由姚蘇蓉主唱的國語時代曲《帶走了我的心》，以及兩首廣東歌，包括《歡樂今宵晚安曲》和兒歌《数字歌》；其中兩首廣東歌都是歌詞字數少的短曲。此外他亦兼任《歡樂今宵》音樂總指揮、鋼琴手、作曲家及音樂總監。
眾多創作中，他說最喜愛《忘盡心中情》，此曲同時也是黃霑筆下的詞作、葉振棠的首本名曲。

## 合作詞人
顧嘉煇曾經先後与多名填词人合作，如：
- 叶绍德（代表作包括《啼笑因缘》、《芸娘》等等。）
- 卢国沾（代表作包括《小李飛刀》、《田園春夢》、《心有千千結》、《陸小鳳》、《鲜花滿月楼》、《決戰前夕》、《願君心記取》等等。）
- 郑国江（曾用笔名「江羽」；代表作包括《小时候》、《小太陽》、《无敵是最寂寞》、《難為正邪定分界》、《隨想曲》、《萊茵河之恋》等等。）
- 邓伟雄（代表作包括《春雨弯刀》、《京华春梦》、《萬水千山總是情》、《鐵血丹心》、《過客》等等。）
- 林振強（代表作包括《夜夜痴纏》、《摘星》及《地球大合唱》[36][37]。）
- 與黃霑的合作最為長久（代表作包括《狮子山下》、《狂潮》、《上海灘》、《用愛將心偷》、《忘盡心中情》、《倆忘煙水裏》、《萬水千山縱橫》、《世間始終你好》、《當年情》等等。）他们二人首次合作的作品是潘迪華主唱的《爱你变成害你》；此後一直以來也合作無間，佳作不斷；其中《獅子山下》一曲更突显出當代香港人永不言败的精神，因此「煇黃」之名得以屹立至今，仍為人所津津樂道。之後二人漸漸淡出樂壇，然而在1998年及2000年兩度合辦的《煇黃演唱會》，反應颇为熱烈。2004年11月24日，黃霑因病去世，顧嘉煇回港拜祭以示哀悼。他表示一直視黃霑為學習榜樣，這是他人生中永遠的遺憾，會永遠懷念他。翌年更寫了一曲以怀念黃霑，名為《霑叔：給黃霑博士的歌》，并由郑国江、潘源良及林夕填詞、雷頌德編曲、溫拿樂队主唱。[38][39]

## 榮譽
顧嘉煇於1982年獲英国君主伊利沙伯二世授予大英帝國員佐勳章（MBE）、1998年獲香港特區政府授予銅紫荊星章；2011年獲香港藝術發展局頒授「終身成就獎」；2015年獲香港特別行政區政府頒授金紫荊星章，以表揚他「為香港樂壇發展帶來重大的影響及深遠的貢獻」。
顧嘉煇所得的音樂獎項多不勝數，主要有香港作曲家及作詞家協會音樂成就大獎（1997年）、香港電台十大中文金曲最高榮譽獎（1981年）（金針獎前身）、亞洲電影節最佳歌曲、香港電影金像獎、台灣金馬獎、兩次勁歌金曲榮譽大獎（1987、1990年）等等。張文新還透露，由他創辦的香港電台十大中文金曲頒獎典禮的前五屆（1978-82年），顧嘉煇就已經有二十首作品得獎。
獲多間學府頒發頒授榮譽博士，包括香港演藝學院（榮譽博士，2011年）、香港教育大學（榮譽人文學博士，2014年）、香港中文大學（榮譽社會科學博士，2014年）。
澳門培正中學創立115周年，紀念大樓頂層命名為「顧嘉煇體育館」，顧嘉煇與贊助人顧明均兩位校友於2006年5月8日下午舉行揭牌儀式 。據他透露，香港淪陷期間他曾在培正小学寄宿就讀兩星期。

### 外界評價
香港教育學院榮譽人文學博士讚辭節錄（2014）：「他所創作逾一千二百首作品，從未有雷同之作，實無負樂壇教父美誉。」
香港中文大學榮譽社會科學博士讚辭節錄（2014）：「他以旋律音符延續港人精神，數十年來成功建立集体回憶……」
已故名人羅文（1997）：「我想香港沒有一個人像煇哥般，只要他在台上，所有樂手也聽話，不需要他發脾氣。他不會發脾氣，但只要他站起來，所有人也十分尊敬他。包括歌手、樂師，大家也十分尊敬他；會很守時，亦不敢偷懶。」

## 作品

### 歷年主要作品
有關顧嘉煇歷年的主要作曲及編曲作品列表，請參閱 香港電視大典上的相关条目：顧嘉煇。

### 演唱會
- 《顧嘉煇·黃霑·真友情演唱會》（1998年，參與歌手：仙杜拉、汪明荃、張德蘭、陳潔靈、梅艷芳、葉振棠、葉麗儀、甄妮、鄭少秋、羅文、顧媚）
- 《龍發製藥香港煇黃2000演唱會》（1999年至2000年，參與歌手：仙杜拉、成龍、汪明荃、凌波、張德蘭、陳潔靈、雷安娜、葉振棠、葉麗儀、甄妮、鄭少秋、鍾鎮濤、羅文）
- 《顧嘉煇大師經典演唱會》（2012年11月30日至12月5日，參與歌手：仙杜拉、李樂詩、林子祥、凌波、陳奕迅、張德蘭、陳潔靈、張學友、黃耀明、葉振棠、葉麗儀、鄭少秋、謝安琪、譚詠麟、羅嘉良）
- 《顧嘉煇榮休盛典演唱會》（2015年5月8日至5月19日，參與歌手：仙杜拉、呂方、汪明荃、容祖兒、張智霖、張敬軒、區瑞強、張德蘭、陳潔靈、葉振棠、葉麗儀、鄭少秋、謝安琪、關菊英、羅嘉良、蘇永康）
- 《顧嘉煇金紫荊慈善演唱會》（2016年2月26日至2月27日，參與歌手：仙杜拉、汪明荃、杜麗莎、區瑞強、張德蘭、陳潔靈、葉麗儀、鄭少秋、關菊英、羅嘉良、蘇永康、C AllStar）

### 廣告代言
- 1982年：東亞銀行
- 1984年：大家樂
- 1984年：美國運通卡

## 獎項
- 1965年：金马奖最佳歌舞片音乐 -《萬花迎春》
- 1966年：
  - 亚洲电影节 最佳电影歌曲 -《花团锦簇》之《卖花歌》
  - 金马奖 最佳音乐奖电影 -《何日君再來》
- 1975年：無綫電視与日本Yamaha Foundation of Music合办之全港作曲比赛 冠军 -《笑哈哈》
- 1977年：金马奖最佳非歌舞片音乐 -《秋霞》
- 1981年：十大中文金曲頒獎音樂會“最高荣誉奖”
- 1982年：
  - 港英政府颁授「大英帝國員佐勋章」
  - 十大中文金曲頒獎音樂會 最佳中文流行歌曲奖 -《忘尽心中情》
- 1985年：無綫電視“十八年主题金曲大奖”
- 1986年：
  - 香港电台十大中文金曲「年度最佳作曲」-《當年情》
- 1987年：
  - 香港商业电台“最有贡献作曲人”
  - 無綫電視劲歌金曲“最佳作曲獎” -《地球大合唱》和“荣誉大奖”
- 1990年：
  - 香港电影金像奖最佳音乐 -《秦俑》（與黃霑、戴樂民合作[41]）
  - 無綫電視劲歌金曲“荣誉大奖”
- 1997年：CASH“音乐成就大奖”
- 1998年：獲香港特區政府颁授「铜紫荊星章」
- 2002年：金曲银禧荣誉大奖
- 2005年：百事音乐风云榜终身成就奖
- 2011年：獲香港演藝學院頒授「榮譽音樂博士學位」，並獲香港藝術發展局頒發「2010香港藝術發展獎」之「終身成就獎」[42]。
- 2014年：獲香港教育學院頒授「榮譽人文學博士」學位、獲香港中文大學頒授「榮譽社會科學博士」
- 2015年：獲香港特區政府頒授「金紫荊星章」
- 2018年：獲奧斯卡金像獎邀為評委
- 2023年：廣播九十五周年十大中文金曲：廣播九十五周年金曲榮譽大獎（追頒）

## 門生
- 鍾肇峰：作曲家及編曲家；香港基督徒音樂事工協會委員。
  - 趙文海：徒孫；鍾肇峰的徒弟。
- 周啟生：唱作人。
- 徐日勤：作曲家及編曲家；顧嘉煇錄製《上海灘》時邀他作鋼琴伴奏，自此建立師徒關係[43]。
  - 李嘉兆：徒孫；徐日勤的徒弟。
- 杜自持：原名，中菲混血兒；作曲家、編曲家及唱片製作人。

## 註腳
1. ↑  常見誤植。
2. ↑  於繁體環境下為常見誤植，另簡體環境的媒體報刊等文字資料常用。

## 外部連結
- 顧嘉煇在互联网电影资料库（IMDb）上的資料（英文）
- 顧嘉煇在豆瓣上的资料（简体中文）